# گایا وایس
گایا وایس (به انگلیسی: Gaia Weiss) (زادهٔ ۳۰ اوت ۱۹۹۱) یک هنرپیشه و مدل اهل فرانسه است. او در فیلم‌های ماری یکم اسکاتلند، افسانه هرکول در نقش هبه و مجموعه تلویزیونی وایکینگ‌ها بازی کرده است.

## زندگی‌نامه
گایا وایس در خانواده‌ای فرانسوی-لهستانی زاده شد. او یک برادر به نام یوریل وایس دارد. پدربزرگ پدری یهودی او ژان میشل وایس، یکی از توسعه‌دهندگان کروموتراپی فرانسوی-آلزاسی و از اعضای مقاومت فرانسه بود و از سمت مادری لهستانی است. او دوران کودکی خود را در کشورهای فرانسه، انگلستان، و لهستان گذراند و به زبان‌های فرانسوی، انگلیسی، لهستانی و عبری مسلط است. وقتی سه ساله بود آموزش رقص باله دید. وایس در مدرسه کور فلوران و آکادمی هنرهای دراماتیک لندن دوره دیده و فعالیت هنریش را از سال ۱۹۹۹ آغاز کرد.

## فیلم‌شناسی

### فیلم
| سال  | نام فیلم                       | نقش          |
| ---- | ------------------------------ | ------------ |
| ۲۰۱۳ | سپید چون شیر، سرخ چون خون      | بئاتریس مورل |
| ۲۰۱۳ | ماری یکم اسکاتلند              | مری فلمینگ   |
| ۲۰۱۴ | افسانه هرکول                   | هبه          |
| ۲۰۱۶ | اوردرایو                       | دوین         |
| ۲۰۱۷ | زندگی قشنگه وقتی بهش فکر می‌کنی | هولیگ        |
| ۲۰۱۹ | جودی                           | اَبی          |
| ۲۰۲۱ | شپرد                           | ریچل بلک     |

### مجموعه‌های تلویزیونی
| سال       | نام       | نقش                |
| --------- | --------- | ------------------ |
| ۲۰۱۳–۲۰۱۴ | وایکینگ‌ها | ثرون               |
| ۲۰۱۶      | غریبه     | کنتس جرمین         |
| ۲۰۱۸–۲۰۱۹ | مدیچی     | ایپولیتا اسفورتزا  |
| ۲۰۲۴      | آقایان    | پرنسس رُزان، ۳ قسمت |

### بازی‌های ویدئویی
| سال  | عنوان                | نقش   | یادداشت‌ها |
| ---- | -------------------- | ----- | --------- |
| ۲۰۲۰ | اساسینز کرید والهالا | فولکی | صداپیشه   |